# 勝間田站
勝間田站（日语：／ Katsumada eki */?）是位於岡山縣勝田郡勝央町勝間田765番3號，西日本旅客鐵道（JR西日本）的姬新線車站。

## 歷史
- 1934年（昭和9年）11月28日 - 國有鐵道姬津西線東津山站至美作江見站之間開業，此站啟用。
  - 當時車站地址為岡山縣英田郡勝間田町（日语：勝間田町）三海田[1]。
- 1936年（昭和11年）
  - 4月8日 - 姬路站至東津山站之間全線開通，姬津東線和姬津西線合併為姬津線，此站成為姬津線車站。
  - 10月10日 - 姬津線編入至姬新線一部分，此站成為姬新線車站。
- 1954年（昭和29年）3月31日 - 隨著勝央町成立，車站地址變為岡山縣勝田郡勝央町勝間田。
- 1987年（昭和62年）4月1日 - 伴隨國鐵分割民營化，車站由西日本旅客鐵道（JR西日本）營運。

## 車站構造

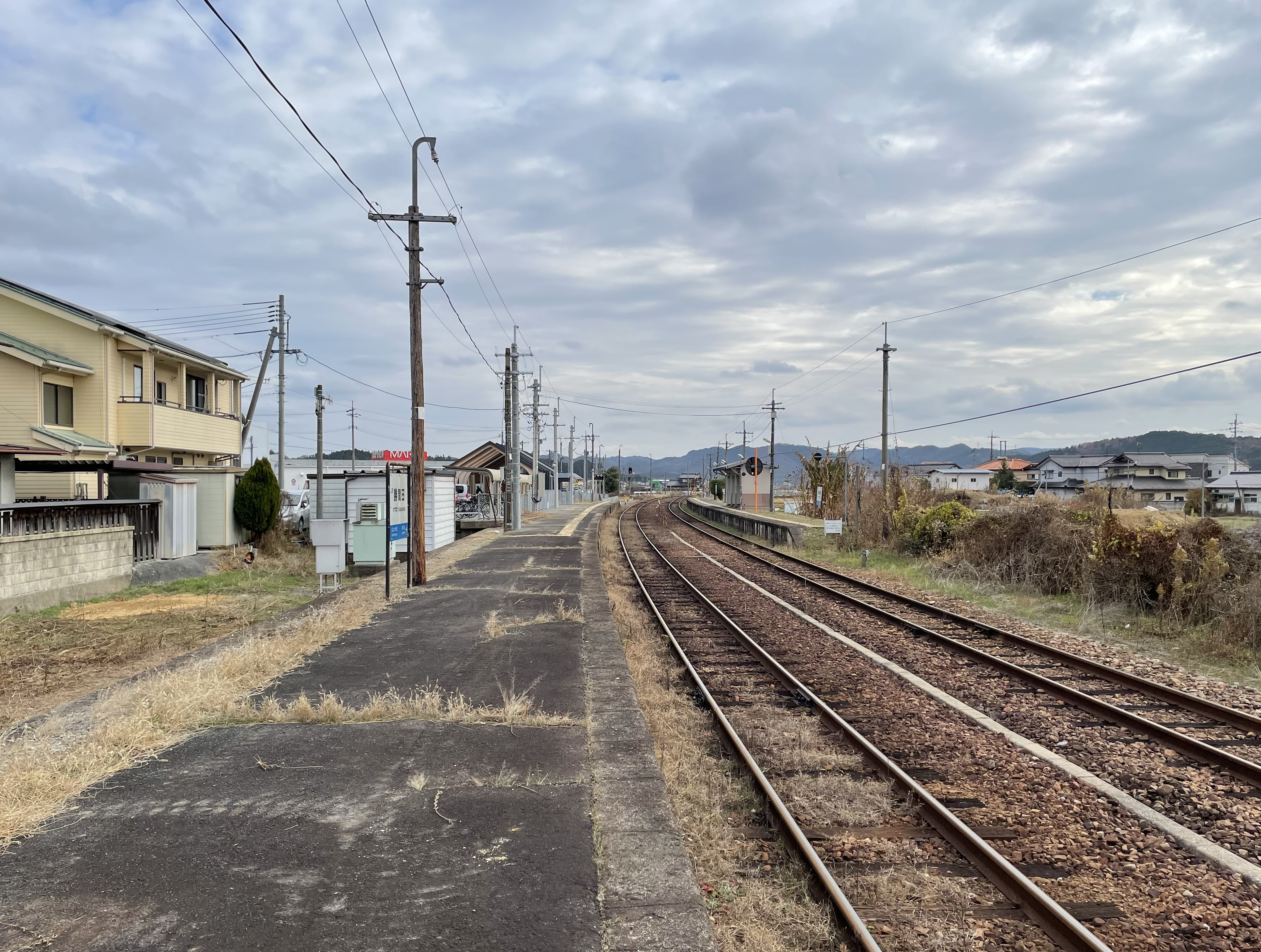
月台（2023年12月）

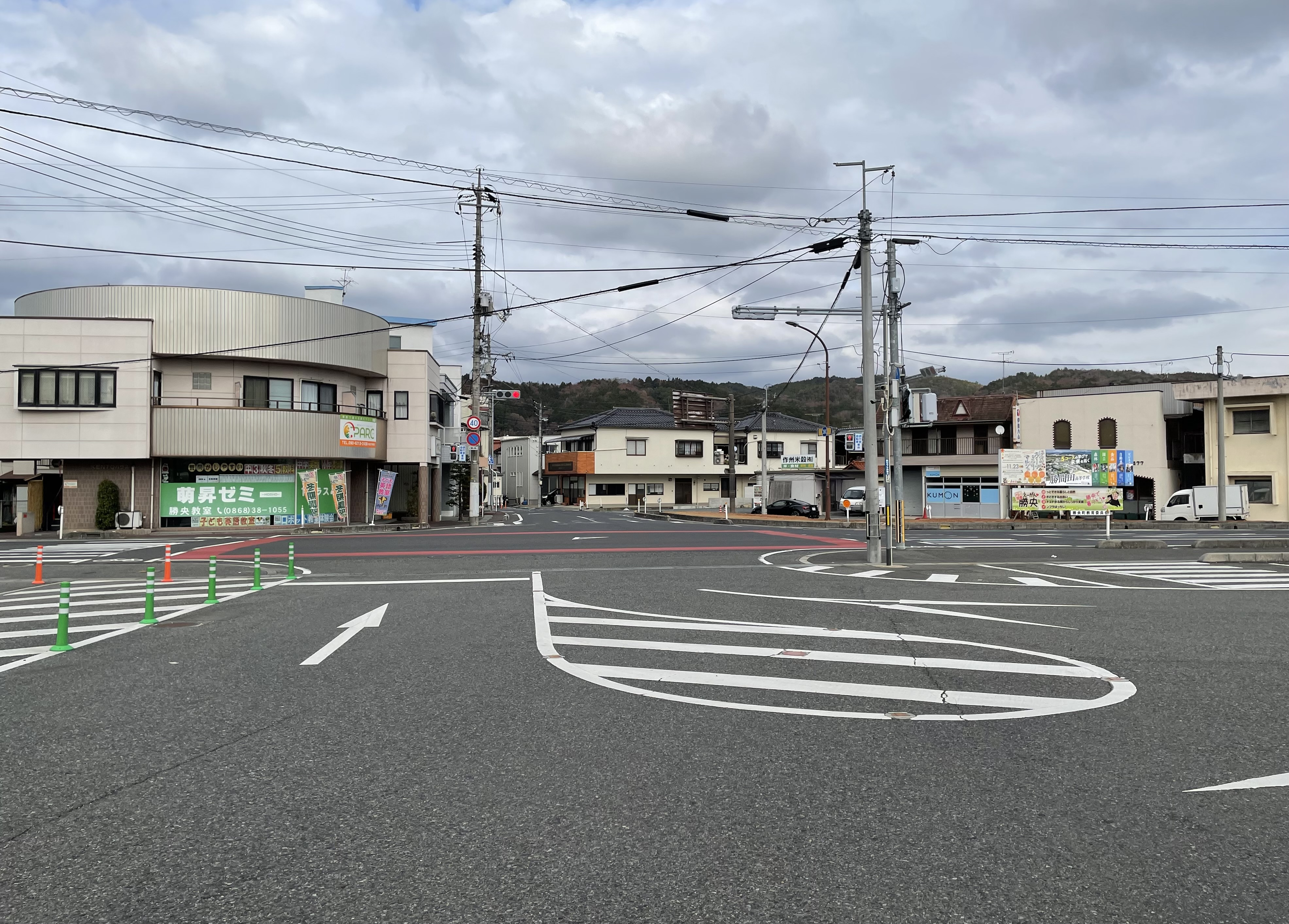
車站周邊（2023年12月）

本站是一座地面車站，設有2面2線的相對式月台，可進行列車交會。站房位於佐用方向月台側，兩月台之間設有站內平交道連接。本站是由津山站管理的簡易委託車站。在售票櫃臺中設有流動售票機。車站內設有廁所。

### 月台
| 月台 | 路線   | 上下行 | 方向           |
| ---- | ------ | ------ | -------------- |
| 1    | 姬新線 | 上行   | 佐用方向       |
| 2    | 姫新線 | 下り   | 津山、新見方向 |

## 使用狀況
以下為近年1日平均乘車人次列表。
| 年度 | 1日平均 乘車人次 |
| ---- | ---------------- |
| 1999 | 228              |
| 2000 | 199              |
| 2001 | 206              |
| 2002 | 188              |
| 2003 | 173              |
| 2004 | 172              |
| 2005 | 194              |
| 2006 | 201              |
| 2007 | 193              |
| 2008 | 176              |
| 2009 | 159              |
| 2010 | 159              |
| 2011 | 158              |
| 2012 | 194              |
| 2013 | 171              |
| 2014 | 152              |
| 2015 | 133              |
| 2016 | 144              |
| 2017 | 144              |
| 2018 | 132              |

## 車站周邊
- MARUI（日语：マルイ (岡山県)）勝央店
- ZAG ZAG（日语：ザグザグ）勝央店
- 勝央町公所
- 勝央郵局
- 勝央汽車學校
- 岡山縣立勝間田高等學校（日语：岡山県立勝間田高等学校）
- 勝央町立勝間田小學
- 中國自動車道 勝間田巴士站（日语：勝間田バスストップ）
- 國道179號（日语：国道179号）
- 國道374號（日语：国道374号）
- 岡山縣道67號勝央勝北線（日语：岡山県道67号勝央勝北線）
- 岡山縣道209號勝間田停車場線（日语：岡山県道209号勝間田停車場線）

## 巴士路線
勝間田站巴士站
- 中鐵北部巴士（日语：中鉄北部バス） - 前往津山站
- 美作共同巴士（日语：美作共同バス） - 前往後山（經作東、經真加部）
- 勝央町親睦巴士（日语：勝央町ふれあいバス）
- 奈義巴士（日语：なぎバス） - 經豐澤前往奈義Terrace（在林野高校巴士站前不可下車）

## 相鄰車站
西日本旅客鐵道（JR西日本）
 姬新線
■快速
林野－勝間田－東津山
■普通
林野－勝間田－西勝間田

## 注腳
1. ↑  .   [2020-04-07]. （原始内容存档于2021-01-22） （日语）.
2. ↑  岡山縣統計年報 （页面存档备份，存于）（日語）

## 外部連結
- 勝間田｜車站資訊：JR出門網 - 西日本旅客鐵道（日語）